# Wissington
Wissington of Wiston is een dorp in het bestuurlijke gebied Babergh, in het Engelse graafschap Suffolk. Het maakt deel van de civil parish Nayland-with-Wissington. Het heeft een kerk, gewijd aan de Maagd Maria, met delen uit de elfde eeuw.